# Rhynchocypris poljakowii
Rhynchocypris poljakowii és una espècie de peix pertanyent a la família dels ciprínids i a l'ordre dels cipriniformes.

## Etimologia
Rhynchocypris deriva dels mots del grec antic ρύγχος (rhingchos, musell) i kypris (un altre nom de la deessa Afrodita, la qual hom suposava que era originària de Xipre -Κυπρίνος o kyprinos vol dir carpa-), mentre que l'epítet poljakowii fa referència a l'explorador siberià J. S. Poljakow.

## Descripció
Fa 10 cm de llargària màxima.

## Hàbitat i distribució geogràfica
És un d'aigua dolça, bentopelàgic i de clima temperat (8 °C-20 °C), el qual viu a Àsia: el riu Ili al Kazakhstan i el Kirguizstan.

## Observacions
És inofensiu per als humans i el seu índex de vulnerabilitat és baix (20 de 100).